# UCI WorldTour 2011

UCI WorldTour

Die UCI WorldTour 2011 umfasst neben den 16 ehemaligen ProTour-Rennen noch 10 weitere wie z. B. die Tour de France, den Giro d’Italia oder die Vuelta a España, welche in den Vorjahren durch eine eigene Kategorie (HIS – Historische Rennen) gekennzeichnet wurden.
Teilnehmer sind die 18 besonders lizenzierten ProTeams. Außerdem können die Professional Continental Teams von dem jeweiligen Veranstalter eines Rennens eingeladen werden. Bei einzelnen Rennen wie der Tour Down Under oder der Polen-Rundfahrt ist außerdem ein Nationalteam des Gastgeberlandes zur Teilnahme berechtigt.

## Teams
In einer Bekanntgabe vom 22. November 2010 bzw. vom 10. Dezember 2010 gab die UCI bekannt, welche Teams eine Lizenz als UCI ProTeam bzw. Professional Continental Team erhalten.

### UCI ProTeams
UCI ProTeams für 2011:
| Name (UCI Code)           | Betreiber                        | Nationalität           | Lizenzablauf |
| ------------------------- | -------------------------------- | ---------------------- | ------------ |
| AG2R La Mondiale (ALM)    | EUSRL France Cyclisme            | Frankreich             | 2012         |
| Pro Team Astana (AST)     | Olympus Sarl                     | Kasachstan             | 2013         |
| BMC Racing Team (BMC)     | Continuum Sports LLC             | Vereinigte Staaten     | 2014         |
| Movistar (MOV)            | Abarca Sports S.L.               | Spanien                | 2013         |
| Euskaltel-Euskadi (EUS)   | Fundación Ciclista Euskadi       | Spanien                | 2012         |
| Team Garmin-Cervélo (GRM) | Slipstream Sports, LLC           | Vereinigte Staaten     | 2011         |
| Lampre-ISD (LAM)          | Total Cycling Limited            | Italien                | 2013         |
| Liquigas-Cannondale (LIQ) | Liquigas Sport Spa               | Italien                | 2014         |
| Leopard Trek (LEO)        | Leopard S.A.                     | Luxemburg              | 2014         |
| Quick Step (QST)          | Esperanza Bvba                   | Belgien                | 2011         |
| Rabobank (RAB)            | Rabo Wielerploegen               | Niederlande            | 2012         |
| Omega Pharma-Lotto (OLO)  | Belgian Cycling Company sa       | Belgien                | 2011         |
| HTC-Highroad (THR)        | High Road Sports, Inc.           | Vereinigte Staaten     | 2014         |
| Katusha Team (KAT)        | Katusha Management SA            | Russland               | 2011         |
| Team RadioShack (RSH)     | Capital Sports and Entertainment | Vereinigte Staaten     | 2013         |
| Saxo Bank-SunGard (SBS)   | Riis Cycling A/S                 | Dänemark               | 2011         |
| Sky ProCycling (SKY)      | Tour Racing Limited              | Vereinigtes Königreich | 2013         |
| Vacansoleil-DCM (VCD)     | STL-Pro Cycling BV               | Niederlande            | 2013         |

### UCI Professional Continental Teams
Teams die eine Lizenz als UCI Professional Continental Team haben:
| - Acqua & Sapone - Andalucía Caja Granada - Androni Giocattoli - Bretagne-Schuller - Caja Rural - CCC Polsat Polkowice - Colombia es Pasión-Café de Colombia - Cofidis, le Crédit en Ligne | - Colnago-CSF Inox - De Rosa-Ceramica Flaminia - Farnese Vini-Neri Sottoli - FDJ - Geox-TMC - Landbouwkrediet - Saur-Sojasun - Skil-Shimano | - Team Europcar - Team NetApp - Team SpiderTech-C10 - Team Type 1 - Topsport Vlaanderen-Mercator - UnitedHealthcare Pro Cycling - Veranda’s Willems-Accent |

 Pegasus Sports, das ebenfalls eine Lizenz beantragt hatte, wurde sowohl als ProTeam als auch als Professional Continental Team abgelehnt.

## Rennen
Folgende Rennen gehören zur UCI WorldTour 2011:
| Datum                      | Rennen                          | Sieger               | Ergebnis | Führender Einzelwertung | Führender Teamwertung | Führender Nationenwertung |
| -------------------------- | ------------------------------- | -------------------- | -------- | ----------------------- | --------------------- | ------------------------- |
| 18.–23. Januar             | Tour Down Under                 | Cameron Meyer        | Details  | Cameron Meyer           | Rabobank Cycling Team | Australien                |
| 6.–13. März                | Paris–Nizza                     | Tony Martin          | Details  | Tony Martin             | HTC-Highroad          | Australien                |
| 9.–15. März                | Tirreno–Adriatico               | Cadel Evans          | Details  | Cadel Evans             | HTC-Highroad          | Australien                |
| 19. März                   | Mailand–Sanremo                 | Matthew Goss         | Details  | Matthew Goss            | HTC-Highroad          | Australien                |
| 21.–27. März               | Katalonien-Rundfahrt            | Alberto Contador     | Details  | Matthew Goss            | HTC-Highroad          | Australien                |
| 27. März                   | Gent–Wevelgem                   | Tom Boonen           | Details  | Matthew Goss            | HTC-Highroad          | Australien                |
| 3. April                   | Flandern-Rundfahrt              | Nick Nuyens          | Details  | Matthew Goss            | HTC-Highroad          | Australien                |
| 4.–9. April                | Baskenland-Rundfahrt            | Andreas Klöden       | Details  | Matthew Goss            | Team RadioShack       | Australien                |
| 10. April                  | Paris–Roubaix                   | Johan Vansummeren    | Details  | Fabian Cancellara       | Team RadioShack       | Italien                   |
| 17. April                  | Amstel Gold Race                | Philippe Gilbert     | Details  | Fabian Cancellara       | Team RadioShack       | Belgien                   |
| 20. April                  | La Flèche Wallonne              | Philippe Gilbert     | Details  | Philippe Gilbert        | Team RadioShack       | Belgien                   |
| 24. April                  | Lüttich–Bastogne–Lüttich        | Philippe Gilbert     | Details  | Philippe Gilbert        | Team Leopard-Trek     | Belgien                   |
| 26. April – 1. Mai         | Tour de Romandie                | Cadel Evans          | Details  | Philippe Gilbert        | HTC-Highroad          | Belgien                   |
| 7.–29. Mai                 | Giro d’Italia                   | Alberto Contador     | Details  | Philippe Gilbert        | HTC-Highroad          | Spanien                   |
| 5.–12. Juni                | Dauphiné                        | Bradley Wiggins      | Details  | Philippe Gilbert        | HTC-Highroad          | Spanien                   |
| 11.–19. Juni               | Tour de Suisse                  | Levi Leipheimer      | Details  | Philippe Gilbert        | HTC-Highroad          | Spanien                   |
| 2.–24. Juli                | Tour de France                  | Cadel Evans          | Details  | Cadel Evans             | Team Leopard-Trek     | Spanien                   |
| 30. Juli                   | Clásica San Sebastián           | Philippe Gilbert     | Details  | Cadel Evans             | Team Leopard-Trek     | Spanien                   |
| 31. Juli – 6. August       | Polen-Rundfahrt                 | Peter Sagan          | Details  | Cadel Evans             | Team Leopard-Trek     | Spanien                   |
| 8.–14. August              | / Eneco Tour                    | Edvald Boasson Hagen | Details  | Cadel Evans             | Team Leopard-Trek     | Spanien                   |
| 21. August                 | Vattenfall Cyclassics           | Edvald Boasson Hagen | Details  | Cadel Evans             | Team Leopard-Trek     | Spanien                   |
| 28. August                 | Grand Prix Ouest France-Plouay  | Grega Bole           | Details  | Cadel Evans             | Team Leopard-Trek     | Spanien                   |
| 9. September               | Grand Prix Cycliste de Québec   | Philippe Gilbert     | Details  | Philippe Gilbert        | Team Leopard-Trek     | Spanien                   |
| 11. September              | Grand Prix Cycliste de Montréal | Rui Costa            | Details  | Philippe Gilbert        | Omega Pharma-Lotto    | Spanien                   |
| 20. August – 11. September | Vuelta a España                 | Juan José Cobo       | Details  | Philippe Gilbert        | Omega Pharma-Lotto    | Spanien                   |
| 5. Oktober – 9. Oktober    | Tour of Beijing                 | Tony Martin          | Details  | Philippe Gilbert        | Omega Pharma-Lotto    | Spanien                   |
| 15. Oktober                | Giro di Lombardia               | Oliver Zaugg         | Details  | Philippe Gilbert        | Omega Pharma-Lotto    | Spanien                   |

Die größte Veränderung im Vergleich zum Vorjahr betrifft die Vuelta. Sie wird eine Woche früher ausgetragen als 2010, was zur Folge hat, dass zwischen Tour de France und Vuelta nur mehr vier Wochen Pause bleiben. Dies hat den Grund dass vom 19. bis zum 25. September 2011 in Kopenhagen die Straßen-Weltmeisterschaften stattfinden und davor eine Woche rennfrei sein muss.

## Wertungen
Die Endstände der Einzel-, Team- und Nationenwertung des UCI World Rankings, für das nur die Platzierungen von Fahrern der ProTeams zählen:

### Einzelwertung
| Platz | Name              | Team                | Punkte |
| ----- | ----------------- | ------------------- | ------ |
| 001.  | Philippe Gilbert  | Omega Pharma-Lotto  | 718    |
| 002.  | Cadel Evans       | BMC Racing Team     | 584    |
| 003.  | Joaquim Rodríguez | Katusha Team        | 446    |
| 004.  | Michele Scarponi  | Lampre-ISD          | 419    |
| 005.  | Tony Martin       | HTC-Highroad        | 349    |
| 006.  | Samuel Sánchez    | Euskaltel-Euskadi   | 317    |
| 007.  | Vincenzo Nibali   | Liquigas-Cannondale | 310    |
| 008.  | Daniel Martin     | Team Garmin-Cervélo | 296    |
| 009.  | Bradley Wiggins   | Sky ProCycling      | 289    |
| 010.  | Fränk Schleck     | Leopard Trek        | 284    |
| 012.  | Fabian Cancellara | Leopard Trek        | 252    |
| 013.  | Andy Schleck      | Leopard Trek        | 252    |
| 020.  | Andreas Klöden    | Team RadioShack     | 207    |
| 032.  | André Greipel     | Omega Pharma-Lotto  | 132    |
| 045.  | Oliver Zaugg      | Leopard Trek        | 100    |
| 071.  | Gerald Ciolek     | Quick Step          | 67     |
| 076.  | Grégory Rast      | Team RadioShack     | 60     |
| 090.  | Bernhard Eisel    | HTC-Highroad        | 44     |
| 091.  | Fabian Wegmann    | Leopard Trek        | 43     |
| 092.  | Mathias Frank     | BMC Racing Team     | 42     |

230 Fahrer haben mindestens einen Punkt erzielt.
Außerdem haben 54 Fahrer, die nicht für eines der ProTeams fahren, Plätze in den Punkterängen belegt.

### Teamwertung
Die Teamwertung wird ermittelt, indem die Punkte der 5 besten Fahrer jedes Teams addiert werden.
| Platz | Team                | Punkte | Top 5 Fahrer                                                                       |
| ----- | ------------------- | ------ | ---------------------------------------------------------------------------------- |
| 01.   | Omega Pharma-Lotto  | 1101   | Gilbert (718), Greipel (132), Van Den Broeck (125), Roelandts (66), Vanendert (60) |
| 02.   | Sky ProCycling      | 1069   | Wiggins (289), Hagen (260), Froome (230), Urán (179), Gerrans (111)                |
| 03.   | Leopard Trek        | 1024   | F. Schleck (284), Cancellara (252), A. Schleck (252), Fuglsang (136), Zaugg (100)  |
| 04.   | HTC-Highroad        | 892    | T. Martin (349), Goss (217), Cavendish (152), Pinotti (110), Siuzou (64)           |
| 05.   | BMC Racing Team     | 887    | Evans (584), Ballan (100), Van Avermaet (90), Phinney (71), Frank (42)             |
| 06.   | Lampre-ISD          | 856    | Scarponi (419), Cunego (213), Bole (91), Petacchi (81), Niemiec (52)               |
| 07.   | Liquigas-Cannondale | 837    | Nibali (310), Basso (250), Sagan (198), Ponzi (54), Capecchi (25)                  |
| 08.   | Team Garmin-Cervélo | 818    | D. Martin (296), Millar (185), Hushovd (123), Farrar (108), Meyer (106)            |
| 09.   | Rabobank            | 687    | Gesink (222), Mollema (190), Kruijswijk (128), Matthews (74), ten Dam (73)         |
| 10.   | Team RadioShack     | 649    | Klöden (207), Leipheimer (158), Horner (153), Brajkovič (71), Rast (60)            |
| 11.   | Katusha Team        | 632    | Rodríguez (446), Moreno (80), Pozzato (50), Kolobnew (30), Brutt (26)              |
| 12.   | Euskaltel-Euskadi   | 489    | S. Sánchez (317), Nieve (92), Antón (72), Castroviejo (6), Rubén Pérez (2)         |
| 13.   | Movistar            | 484    | Intxausti (118), Costa (101), Tondo (100), Rojas (95), Ventoso (70)                |
| 14.   | Pro Team Astana     | 434    | Winokurow (230), Kreuziger (145), Tiralongo (23), Hrywko (20), Clarke (16)         |
| 15.   | AG2R La Mondiale    | 398    | Péraud (161), Gadret (126), Nocentini (46), Dupont (34), Mondory (31)              |
| 16.   | Quick Step          | 383    | Boonen (140), Chavanel (90), Ciolek (67), Devenyns (50), Cataldo (36)              |
| 17.   | Vacansoleil-DCM     | 369    | Marcato (102), Poels (94), Leukemans (76), Božič (57), van Leijen (40)             |
| 18.   | Saxo Bank-SunGard   | 228    | Nuyens (101), Sørensen (80), Haedo (34), Porte (10), Cooke (3)                     |

Alle 18 ProTeams haben mindestens einen Punkt erzielt.

### Nationenwertung
Die Nationenwertung wird ermittelt, indem die Punkte der 5 besten Fahrer jedes Landes addiert werden.
| Platz | Nation                 | Punkte | Top 5 Fahrer                                                                       |
| ----- | ---------------------- | ------ | ---------------------------------------------------------------------------------- |
| 01.   | Italien                | 1302   | Scarponi (419), Nibali (310), Basso (250), Cunego (213), Pinotti (110)             |
| 02.   | Belgien                | 1184   | Gilbert (718), Boonen (140), van den Broeck (125), Vansummeren (100), Nuyens (100) |
| 03.   | Australien             | 1092   | Evans (584), Goss (217), Gerrans (111), Meyer (106), Matthews (74)                 |
| 04.   | Spanien                | 1076   | Rodríguez (446), Sánchez (317), Intxausti (118), Tondo (100), Rojas (95)           |
| 05.   | Vereinigtes Königreich | 947    | Wiggins (289), Froome (230), Millar (185), Cavendish (152), Swift (91)             |
| 06.   | Deutschland            | 798    | T. Martin (349), Klöden (207), Greipel (132), Ciolek (67), Wegmann (43)            |
| 07.   | Niederlande            | 707    | Gesink (222), Mollema (190), Kruijswijk (128), Poels (94), ten Dam (73)            |
| 08.   | Vereinigte Staaten     | 571    | Leipheimer (158), Horner (153), Farrar (108), Danielson (81), Phinney (71)         |
| 09.   | Luxemburg              | 536    | F. Schleck (284), A. Schleck (252)                                                 |
| 10.   | Schweiz                | 470    | Cancellara (252), Zaugg (100), Rast (60), Frank (42), Albasini (16)                |
| 23.   | Österreich             | 74     | Eisel (44), Denifl (30)                                                            |

Fahrer aus 35 Nationen haben mindestens einen Punkt erzielt.

### Punkteverteilung
In der UCI WorldTour werden für das UCI World Ranking Punkte wie folgt vergeben:
- Kategorie 1: Tour de France
- Kategorie 2: Giro d’Italia, Vuelta a España
- Kategorie 3: Monumente des Radsports, Restliche Etappenrennen
- Kategorie 4: Restliche Eintagesrennen

| Platzierung | Kat. 1 | Kat. 2 | Kat. 3 | Kat. 4 |
| ----------- | ------ | ------ | ------ | ------ |
| 1.          | 200    | 170    | 100    | 80     |
| 2.          | 150    | 130    | 80     | 60     |
| 3.          | 120    | 100    | 70     | 50     |
| 4.          | 110    | 90     | 60     | 40     |
| 5.          | 100    | 80     | 50     | 30     |
| 6.          | 90     | 70     | 40     | 22     |
| 7.          | 80     | 60     | 30     | 14     |
| 8.          | 70     | 52     | 20     | 10     |
| 9.          | 60     | 44     | 10     | 6      |
| 10.         | 50     | 38     | 4      | 2      |
| 11.         | 40     | 32     |        |        |
| 12.         | 30     | 26     |        |        |
| 13.         | 24     | 22     |        |        |
| 14.         | 20     | 18     |        |        |
| 15.         | 16     | 14     |        |        |
| 16.         | 12     | 10     |        |        |
| 17.         | 10     | 8      |        |        |
| 18.         | 8      | 6      |        |        |
| 19.         | 6      | 4      |        |        |
| 20.         | 4      | 2      |        |        |

| Platzierung | Kat. 1 | Kat. 2 | Kat. 3 |
| ----------- | ------ | ------ | ------ |
| 1.          | 20     | 16     | 6      |
| 2.          | 10     | 8      | 4      |
| 3.          | 6      | 4      | 2      |
| 4.          | 4      | 2      | 1      |
| 5.          | 2      | 1      | 1      |